# Entyloma microsporum
Entyloma microsporum är en svampart som först beskrevs av Franz Unger, och fick sitt nu gällande namn av Joseph Schröter 1874. Entyloma microsporum ingår i släktet Entyloma och familjen Entylomataceae.   Inga underarter finns listade i Catalogue of Life.